# Saadat Ali Khan I

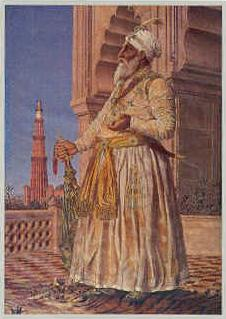
Saadat Ali Khan

Mir Muhammad Amin Burhan al-Mulk al-Musawi Saadat Ali Khan (Urdu: سعادت علی خان; Nishapur, ±1680 - Delhi, 19 maart 1739) was een edelman in het late Mogolrijk, die zich als gouverneur van Avadh onafhankelijk van de keizer ging gedragen en achteraf als eerste nawab van Avadh wordt beschouwd.

## Levensloop
Saadat Ali Khan werd geboren onder de naam Muhammad Amin Musawi. Hij was afkomstig uit een Perzische (sjiitische) familie van handelaren uit Khorasan. Zijn grootvader was tijdens de regering van keizer Shah Jahan naar India gemigreerd. Zijn vader Muhammad Nasir Musawi diende als militair onder keizer Aurangzeb. Saadat Ali Khan deed zijn eerste krijgservaring als 25-jarige op tijdens Aurangzebs campagnes tegen de Maratha's in de Deccan. Onder keizer Bahadur Shah steeg zijn vader snel in aanzien. Ook Saadat Ali Khan zelf maakte carrière in het Mogolleger. Aan het begin van de regering van keizer Shah Muhammad was hij opgeklommen tot garnizoenscommandant in Bayana.
In 1720 werd hij benoemd tot gouverneur (subahdar) van Agra, en in 1722 van Avadh. De provincie was echter in staat van chaos. De lokale zamindars en jagirdars voerden al sinds het einde van de regering van Aurangzeb nauwelijks de bevelen van hogerhand uit. Saadat Ali Khan wist verandering in die situatie te brengen. De lastige edelen werden weer onderworpen aan centrale controle en gezag en de belastinginkomsten in de provincie stegen weer. De keizer lijkt erg tevreden over Saadat Ali Khan te zijn geweest, maar de extra inkomsten kwamen vooral ten goede aan Saadat Ali zelf. Hij stichtte een nieuwe hoofdstad in Faizabad en regeerde zijn gebied vrijwel als zelfstandig monarch. In 1728 breidde hij zijn provincie uit door Varanasi, Jaunpur, Chunar en Ghazipur aan Avadh toe te voegen.
Hoewel de machtsverhouding tussen gouverneur en keizer duidelijk was verschoven ten gunste van de eerste, kwam Saadat Ali Khan zijn militaire verplichtingen aan de Mogols na. Hij vocht tegen de Maratha's, die inmiddels de gehele Deccan in handen hadden en nu het hartland van het Mogolrijk zelf bedreigden. Toen de Perzische koning Nadir Shah Hindoestan bedreigde was hij een van de aanvoerders van het Mogolleger in de Slag bij Karnal, die voor de Mogols op een nederlaag uitliep. Saadat Ali Khan stierf in gevangenschap, nog voor Perzen Delhi plunderden. Mogelijk stierf hij aan een verwonding of door zelfdoding. Omdat hij geen zoons had werd hij als nawab van Avadh opgevolgd door zijn schoonzoon, Safdar Jung.